# Marie Kondō

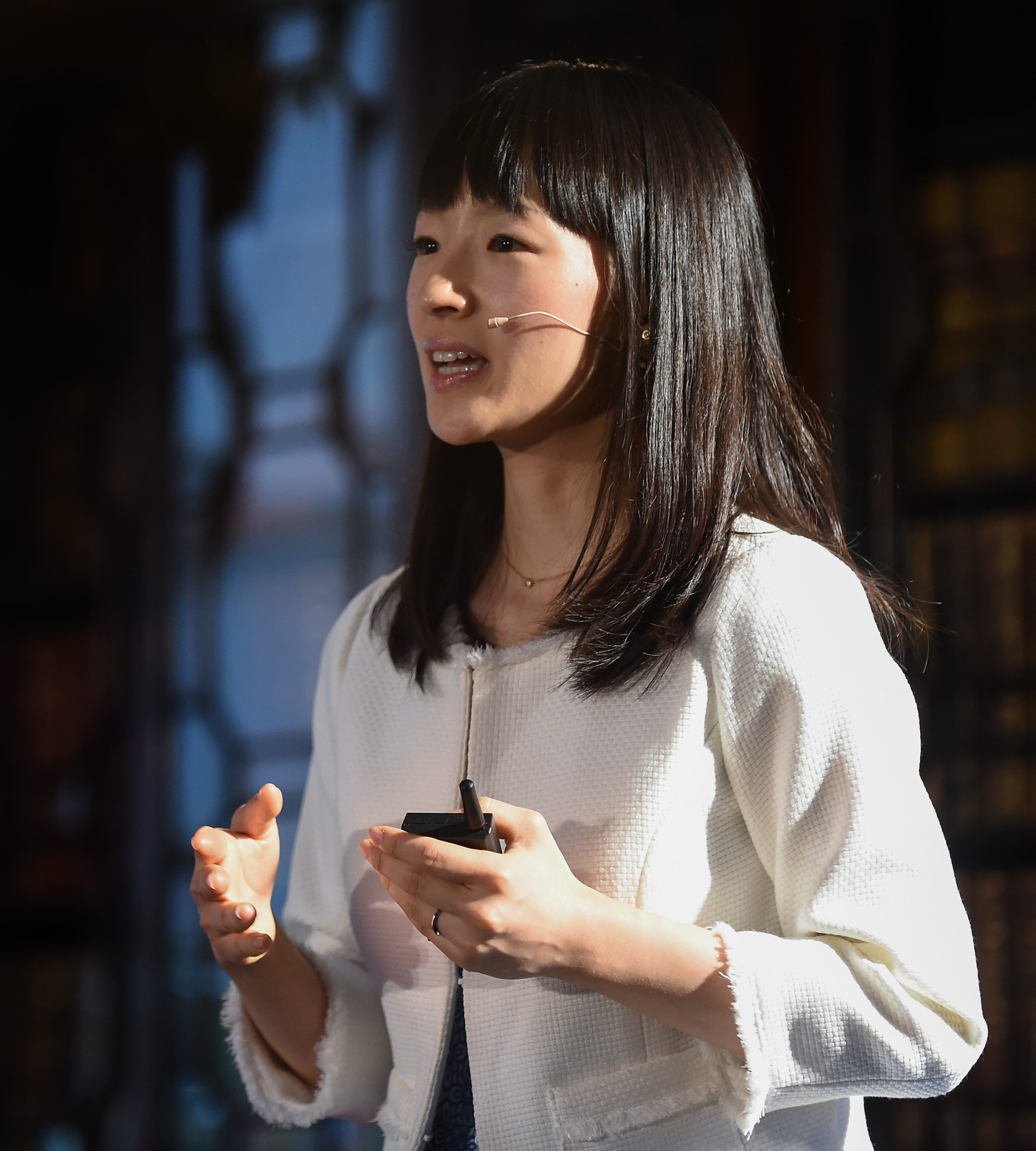
Marie Kondō (2015)

Marie Kondō (jap. 近藤 麻理恵, Kondō Marie; * 9. Oktober 1984 in Tokio) ist eine japanische Beraterin und Bestsellerautorin, deren drei Bücher in 27 Sprachen übersetzt und weltweit 7 Millionen Mal verkauft wurden. Im Englischen wurde ihr Nachname zum Verb to kondo, das so viel wie „ausmisten“ bedeutet.

## Leben
Kondō arbeitet als Ordnungsberaterin. Sie gibt Kurse und Seminare, in denen sie Wegwerfen und Aufräumen lehrt und diese als Ausgangspunkt einer inneren Ordnung vorstellt. 2011 veröffentlichte sie das Buch Jinsei ga Tokimeku Katazuke no Mahō, in dem sie ihre Methoden einführt, um Ordnung zu schaffen und zu erhalten. Das Buch verkaufte sich in Japan mehr als 1,3 Millionen Mal und war dort im ersten Halbjahr 2012 das am zweithäufigsten verkaufte Buch. 2012 legte sie einen Nachfolgeband vor. Basierend auf beiden Büchern produziert der japanische Fernsehsender NTV eine gleichnamige Fernsehserie.
Beim Rowohlt Verlag erscheinen Werke von Marie Kondō seit März 2013 in deutscher Sprache. 2019 startete die Serie Aufräumen mit Marie Kondo des Streaminganbieters Netflix. Die Serie führte zu einer verstärkten Rezeption Kondos in den Medien. In den USA bietet Kondo Seminare an, mit denen man sich im Rahmen einer 7-stufigen Qualifikationsprozedur (inkl. Online-Examen) zum „Certified KonMari Consultant“ ausbilden lassen kann. In vielen Ländern der Welt sind bereits zertifizierte Berater im freiberuflichen Einsatz.
Kondō ist verheiratet und hat zwei Töchter sowie einen Sohn. Sie lebt in Los Angeles.

## Methode
Ihre Aufräummethode bezeichnet sie in ihrem Buch als „Konmari-Methode“, die folgende Grundsätze umfasst:
1. Alles auf einmal, in kurzer Zeit und perfekt aufräumen.
2. Alle Dinge zum Aufräumen werden auf einem Haufen gesammelt.
3. Entscheiden, was behalten wird, aufgrund der Frage: Macht es mich glücklich, wenn ich diesen Gegenstand in die Hand nehme?
4. Jeder Gegenstand, den man behält, bekommt seinen Platz zugewiesen.
5. Alle Dinge müssen dort richtig verstaut werden.

## Publikationen
- Jinsei ga Tokimeku Katazuke no Mahō (人生がときめく片づけの魔法), Sunmark Shuppan, Tokio 2011, ISBN 978-4-7631-3120-1.
  - Deutsche Ausgabe: Magic Cleaning: Wie richtiges Aufräumen Ihr Leben verändert. Rowohlt, Reinbek bei Hamburg 2013, ISBN 978-3-499-62481-0.
- Jinsei ga Tokimeku Katazuke no Mahō 2 (人生がときめく片づけの魔法2), Sunmark Shuppan, Tokio 2012, ISBN 978-4-7631-3241-3.
  - Deutsche Ausgabe: Magic Cleaning 2: Wie Wohnung und Seele aufgeräumt bleiben. Rowohlt, Reinbek bei Hamburg 2014, ISBN 978-3-499-62895-5.
- Mainichi ga Tokimeku Katazuke no Maho (毎日がときめく片付けの魔法),. Sunmark Shuppan, Tokio 2014, ISBN 978-4-7631-3352-6.
- Irasuto de Tokimeku Katazuke no Maho=The Illustrated Guide to the Life-Changing Magic of Tidying Up (イラストでときめく片付けの魔法). Sunmark Shuppan, Tokio 2015, ISBN 978-4-7631-3427-1.
  - Deutsche Ausgabe: Das große Magic-Cleaning-Buch: Über das Glück des Aufräumens. Rowohlt, Reinbek bei Hamburg 2018, ISBN 978-3-499-63381-2.
- Manga de Yomu Jinsei ga Tokimeku Katazuke no Mahō (マンガで読む人生がときめく片づけの魔法). Sunmark Shuppan, Tokio 2017, ISBN 978-4-7631-3551-3.
  - Deutsche Ausgabe: Die KonMari-Methode: Wie du Liebe, Job und Alltag in Ordnung bringst. Ein Manga Rowohlt, Reinbek bei Hamburg 2019, ISBN 978-3-499-63461-1.
- Kinderbuch zusammen mit Salina Yoon: Kiki & Jax räumen auf Rowohlt, Hamburg 2019, ISBN 978-3-499-00355-4.
- Joy at Work: Aufgeräumt und erfolgreich im Arbeitsleben Rowohlt, Hamburg 2020, ISBN 978-3-8052-0056-1.
- Alles in Ordnung. Dein praktischer KonMari-Begleiter für Wohnung und Leben. Rowohlt, Hamburg 2021, ISBN 978-3-499-00686-9.
- Kurashi. Der japanische Lebensstil für ein erfülltes Leben. Rowohlt, Hamburg 2022, ISBN 978-3-8052-0099-8.

## Filmografie
- 2013: 人生がときめく片づけの魔法, NTV Fernsehserie
- 2019: Aufräumen mit Marie Kondō (Tidying Up With Marie Kondo, Fernsehserie)[7][16]
- 2021: Glück und Freude mit Marie Kondo (Serie)